# اینوشیما، هیروشیما
اینّوشیما، هیروشیما (به لاتین: Innoshima, Hiroshima) یک منطقهٔ مسکونی در ژاپن است که در هیروشیما واقع شده‌است. اینوشیما ۳۹٫۷۶ کیلومتر مربع مساحت و ۲۷٬۴۶۵ نفر جمعیت دارد.